# Bobr & Motýl
Bobr & Motýl bylo písničkářské duo. Bylo založeno v roce 1999 bývalými členy skupiny Argema Zbyňkem Bobrem Horákem a Martinem Motýlem. Duo bylo aktivní v letech 1999–2005.

## Historie
V roce 2000 vydali album Vojáci lásky, na němž je třináct původních písní, a to nových i starších hitů známých z produkce Argemy. V roce 2003 vydali album Vyznání – Ty jsi má láska, ty jsi můj sen (vydavatelství Multisonic). Na albu je patnáct skladeb, včetně hitu „Vyznání“. Bobr s Motýlem za dobu své existence odehráli přes tisíc koncertů, a to nejen v ČR a na Slovensku, ale i na Olympské riviéře v letovisku Nei Pori v Řecku (v rámci spolupráce s agenturou Petra Salavy Amfora).

## Diskografie
- 2000 Vojáci lásky
- 2003 Vyznání – ty jsi má láska, ty jsi můj sen...